# Пау-Гранде
«Пау-Гранде» (порт. Esporte Clube Pau Grande) — бразильский спортивный клуб, основанный в Пау-Гранде, район города Маже, рядом с Рио-де-Жанейро.

## История
Основан 11 августа 1908 года. В клубе делал свои первые шаги в качестве игрока Гарринча. Тогда «Пау-Гранде» был клубом работников текстильной фабрики, принадлежавшей англичанам. Позже завод был закрыт, но в клубе продолжил свою деятельность любительский футбол. Статус профессионалов был присвоен им в 1993 году, когда команда прошла в первый и последний раз в Третий профессиональный дивизион, с того времени этот статус закреплён за ней по сей день.
Клуб играет в любительском чемпионате города Маже. Его форма белая с чёрными вертикальными полосами и чёрными шортами. Домашней ареной является стадион «Мане Гарринча» вместимостью около 1000 человек.
В 2009 году клуб стал вице-чемпионом городской лиги, старшая категория, утратив при этом титул в серии пенальти против футбольного клуба «Андоринья».

## Достижения
- 2009 — Вице-чемпион Лиги Магинсе (старшая категория)